# 格里維亞特基
51°14′46″N 25°0′39″E / 51.24611°N 25.01083°E
格里維亞特基（烏克蘭語：Грив'ятки），是烏克蘭的村落，位於該國西部沃倫州，由科韋利區負責管轄，始建1570年，面積0.93平方公里，海拔高度176米，2001年人口272，人口密度每平方公里292.47人。